# 16e cérémonie des Chicago Film Critics Association Awards
La 16e cérémonie des Chicago Film Critics Association Awards, décernés par la Chicago Film Critics Association, a eu lieu le 21 janvier 2004, et a récompensé les films réalisés dans l'année.

## Palmarès

### Meilleur film
- Le Seigneur des anneaux : Le Retour du roi (The Lord of the Rings: The Return of the King)

### Meilleur réalisateur
- Peter Jackson pour Le Seigneur des anneaux : Le Retour du roi (The Lord of the Rings: The Return of the King)

### Meilleur acteur
- Bill Murray pour le rôle de Bob Harris dans Lost in Translation
  - Johnny Depp pour le rôle du capitaine Jack Sparrow dans Pirates des Caraïbes : La Malédiction du Black Pearl (Pirates of the Caribbean: The Curse of the Black Pearl)

### Meilleure actrice
- Charlize Theron pour le rôle d'Aileen Wuornos dans Monster

### Meilleur acteur dans un second rôle
- Tim Robbins pour le rôle de Dave Boyle dans Mystic River

### Meilleure actrice dans un second rôle
- Patricia Clarkson pour le rôle de Joy Burns dans Pieces of April

### Acteur le plus prometteur
- Keisha Castle-Hughes pour le rôle de Paikea dans Paï (Whale Rider)

### Réalisateur le plus prometteur
- Niki Caro – Paï (Whale Rider)

### Meilleur scénario
- Lost in Translation – Sofia Coppola

### Meilleure photographie
- Lost in Translation – Lance Acord

### Meilleure musique de film
- Le Seigneur des anneaux : Le Retour du roi (The Lord of the Rings: The Return of the King) – Howard Shore

### Meilleur film en langue étrangère
- La Cité de Dieu (Cidade de Deus) •  Brésil

### Meilleur film documentaire
- The Fog of War (The Fog of War: Eleven Lessons from the Life of Robert S. McNamara)